# FIFA 12
FIFA 12 (u Sjevernoj Americi službeno FIFA Soccer 12) devetnaesto je izdanje u nogometnom serijalu FIFA od Electronic Artsa. Tradicionalno, proizvođač je EA Canada, a igru diljem svijeta izdaje EA Sports. Prvi je put izdana u rujnu 2011., i to za PlayStation 3, Xbox 360, Wii i PlayStation 2 konzole; te za PlayStation Portable, Nintendo 3DS, Xperia Play i Apple iOS uređaje. Osim Microsoft Windowsa, dostupna je i PC verzija za Mac OS X.
EA-ov dizajner David Rutter obećao je "revolucionarnu godinu za FIFA-u... posebno što se tiče načina igranja." U Ujedinjenom Kraljevstvu ranije je izdan Ultimate Team, koji je uključivao 4 mjesečna paketa s posebnom nogometnom momčadi. Svaki paket sadržavao je 12 paketa: igrače, ugovore, stadione, trenere, upravu, fitness, liječnike, lopte, dresove i grbove; s jednim posebnim predmetom u svakom paketu. 22. lipnja 2011., EA Sports je najavio da će verzija za Microsoft Windows imati isti engine, opcije, i natjecanja kao PlayStation 3 i Xbox 360 verzije.
Zajedno s drugim sportskim naslovima Electronic Artsa, FIFA 12 je tri dana prije službenog izdanja bila dostpna korisnicima sezonskih karata EA Sportsa. Datum demo-izdanja igre najavljen je Gamescom konferenciji u Njemačkoj, te je 13. rujna 2011. bio dostupan za download na Microsoft Windows, iako je demo za PS3 u Europi bio dostupan tek idući dan.

## Način igre
Tri su velike promjene u 'gameplayu' igre: Impact Engine, taktičko branjenje i preciznost driblinga.

### Impact Engine
Već nekoliko godina u razvijanju, Impact Engine unaprijeđuje realnost igre, npr. daje raznolikost u kontaktima igrača, točnost i zamahe tijela. Koristi se novi, napredni sustav animiranja za fiziku igre, tj. sudaranje igrača, da bi se proizveli različiti rezultati ovisni o fizičkoj građi i mogućnostima određenog nogometaša. Ovo je primijenjeno na sve igrače, tako da i s onima koji nemaju loptu u posjedu može doći do kontakta. Impact Engine je oslovljavan kao ključni napredak u igri, i čini FIFA-u 12 manje strukturiranu i sintetsku od njenih prethodnika. Proizvođač David Rutter opisao ga je kao najveću tehnološku izmjenu u serijalu još od prelaska na konzole sedme generacije. Impact Engine izravno utječe na ozljede koje su igrači pretrpjeli tijekom utakmice.

### Taktičko branjenje
Namjera novog svojstva "taktičkog branjenja" (eng.: Tactical Defending) je promjena pristupa obrane, pridavajući jednaku pozornost pozicijama, presretanju lopte i uklizavanjima. Za vrijeme branjenja prioritet je usporavanje protivničkog napada i tjeranje protivnika na pogrešku. Ovako se igrač više ručno brani nego automatski, zahtijevajući bolji tajming i preciznost, za razliku prijašnjih igara FIFA serijala. Prijašnji način branjenja, sada nazvan "nasljeđeno branjenje", gdje se pritiskom na tipku igrač umjetnom inteligencijom napadne protivnika da mu uzme loptu, još se može koristiti izvan mreže, i kod prijateljskih i pripremnih utakmica online.

### Precizan dribling
Opcija "preciznog driblanja" (eng.: Precision Dribbling) daje igračima mogućnost da driblaju dok zadržavaju igru, umjesto da stoje na jednom mjestu. Dodana je bliska kontrola lopte, omogućivši igračima da koriste kraće, učestalije dodire, tako da održe blizinu i kontrolu nad loptom. Sada se igrači svjesniji svojeg okruženja. Na primjer, igrači koji vode loptu u blizini aut linije prepoznat će svoju poziciju i držati loptu bliže sebi da ne bi izišla s terena.

## Omoti
Kao i kod prijašnjih FIFA igara, više je različitih omota igre korišteno u različitim dijelovima svijeta. Na većini njih nalaze se engleski napadač Wayne Rooney ili brazilski veznjak Kaká, zajedno s još jednim ili dvojicom igrača, koji su najčešće iz te regije u kojoj se omot prodaje. U Ujedinjenom Kraljevstvu i Irskoj, na omotu se nalaze Arsenalov Jack Wilshere zajedno se Rooneyjem, dok je Evertonov Australac Tim Cahill s Rooneyjem i Kakom na zvijezda australazijskog izdanja. Rooney se po prvi put pojavljuje u Sjevernoj Americi na omot, u društvu s napadačem Landonom Donovanom i veznjakom Rafaelom Márquezom.
Francuski omot igre prikazuje Rooneyja zajedno s domaćim zvijezdama Karimom Benzemom i Philippeom Mexèsom, dok su na njemačkom omotu samo dva Nijemca: Dortmundov branič Mats Hummels i Kölnov napadač Lukas Podolski. Omoti su također dostupni za downloadna internetu, npr., navijač može tražiti svoju omiljenu momčad i preuzeti takav omot. Igači s omota koristili su se u reklamnim kampanjama FIFA-e 12, kao i u ostalim promocijskim aktivnostima diljem svijeta. Glasnogovornik Electronic Artsa Matt Bilbey izvjavio da će odabrani nogometaši "strastveno igrati našu igru" i otkrivati obožavateljima svoja iskustva s FIFA-om.

## Licence

### Lige
FIFA 12 sadži 29 licenciranih nacionalnih liga iz 22 države. Za razliku od prijašnje FIFA-e 11, češka Gambrinus liga i turski Süper Lig nisu na popisu.
| - Australija / Novi Zeland: A-League - Austrija: Bundesliga - Belgija: Pro liga - Brazil: Campeonato Brasileiro Série A - Danska: Superliga - Engleska / Wales: - Barclays Premier liga - npower Championship - npower League 1 - npower League 2 - Francuska: - Ligue 1 - Ligue 2 - Njemačka: - Bundesliga - 2. Bundesliga - Irska: Premier divizija | - Italija: - Serie A - Serie B - Južna Koreja: K-League - Meksiko: Primera División - Nizozemska: Eredivisie - Norveška: Tippeligaen - Poljska: Ekstraklasa - Portugal: SuperLiga - Rusija: Premijer liga - Škotska: Premier liga - Španjolska: - Liga BBVA - Liga Adelante - Švedska: Allsvenskan - Švicarska: Super liga - SAD: Major League Soccer |

Ostali klubovi: (Rest of the World)
| - AEK Atena - Boca Juniors - Galatasaray - Kaizer Chiefs - Olympiakos - Orlando Pirates | - Panathinaikos - P.A.O.K. - Racing Club - River Plate - Classic XI - World XI |

### Reprezentacije
Ukupno 42 nogometne reprezentacije su licencirane u FIFA-i 12. Od prethodnih inačica, izuzete su Češka, Kina, Paragvaj, Ukrajina i Wales. Reprezentacije označene zvjezdicom (*) su nove u serijalu.
- Argentina
- Australija
- Austrija
- Belgija
- Brazil
- Bugarska
- Kamerun
- Čile*
- Kolumbija*
- Obala Bjelokosti*
- Hrvatska
- Danska
- Ekvador
- Egipat*
- Engleska
- Finska
- Francuska
- Njemačka
- Grčka
- Mađarska
- Italija
- Južna Koreja
- Meksiko
- Nizozemska
- Novi Zeland
- Sjeverna Irska
- Norveška
- Peru*
- Poljska
- Portugal
- Irska
- Rumunjska
- Rusija
- Škotska
- Slovenija
- JAR
- Španjolska
- Švedska
- Švicarska
- Turska
- SAD
- Urugvaj

## UEFA Euro 2012
Službena igra Europskog nogometnog prvenstva 2012. izdana je kao dodatak za FIFA-u 12, 24. travnja 2012. Za razliku od priješnjih "Euro" videoigara, izdana je kao sadržaj za download s interneta umjesto kao posebna igra. Sve 53 UEFA-ine reprezentacije sadržane su u igri, ali samo njih 20 su licencirane.

## Stadioni
U igri je sadržano 56 stadiona, većina njih su značajniji europski stadioni iz najjačih liga, a dodani su i fiktivni stadioni. Novi stadioni dodani u FIFA-i 12 su Stadion Etihad od Manchester Cityja, Juventus Stadium i BC Place u Vancouveru.
| Stadion            | Država     | Klub                          |
| ------------------ | ---------- | ----------------------------- |
| BC Place           | Kanada     | Vancouver Whitecaps           |
| Allianz Arena      | Njemačka   | Bayern München i München 1860 |
| Signal Iduna Park  | Njemačka   | Borussia Dortmund             |
| HSH Nordbank Arena | Njemačka   | Hamburger SV                  |
| Olympiastadion     | Njemačka   | Hertha BSC                    |
| Veltins-Arena      | Njemačka   | Schalke                       |
| Wembley Stadium    | Engleska   | Engleska                      |
| Emirates           | Engleska   | Arsenal                       |
| Stamford Bridge    | Engleska   | Chelsea                       |
| Anfield            | Engleska   | Liverpool                     |
| Stadion Etihad     | Engleska   | Manchester City               |
| Old Trafford       | Engleska   | Manchester United             |
| St James' Park     | Engleska   | Newcastle                     |
| Stade de Gerland   | Francuska  | Lyon                          |
| Parc des Princes   | Francuska  | PSG                           |
| Stade Vélodrome    | Francuska  | Marseille                     |
| San Siro           | Italija    | Milan i Internazionale        |
| Stadio Olimpico    | Italija    | Lazio i Roma                  |
| Juventus Stadium   | Italija    | Juventus                      |
| Azteca             | Meksiko    | Club América i Meksiko        |
| Amsterdam ArenA    | Nizozemska | Ajax                          |
| Mestalla           | Španjolska | Valencia                      |
| Vicente Calderón   | Španjolska | Atlético Madrid               |
| Camp Nou           | Španjolska | Barcelona                     |
| Santiago Bernabéu  | Španjolska | Real Madrid                   |

| FIFA serijal videoigara | FIFA serijal videoigara |
| ----------------------- | --- |
|                         | |
| FIFA Football           | FIFA International Soccer • 95 • 96 • 97 • 98 • 99 • 2000 • 2001 • 2002 • 2003 • 2004 • 2005 • 06 • 07 • 08 • 09 • 10 • 11 • 12 • 13 • 14 • 15 • 16 |
|                         | |
| FIFA World Cup          | World Cup 98 • 2002 FIFA World Cup • 2006 FIFA World Cup • 2010 FIFA World Cup • 2014 FIFA World Cup                                                |
|                         | |
| UEFA Euro               | UEFA Euro 2000 • UEFA Euro 2004 • UEFA Euro 2008 • UEFA Euro 2012                                                                                   |
|                         | |
| FIFA Street             | FIFA Street • FIFA Street 2 • FIFA Street 3 • FIFA Street (2012)                                                                                    |
|                         | |
| Champions League        | UEFA Champions League 2004-2005 • UEFA Champions League 2006-2007                                                                                   |
|                         | |
| Manager serijali        | FIFA Soccer Manager • The F.A. Premier League Football Manager • Total Club Manager • FIFA Manager                                                  |

| FIFA serijal videoigara | FIFA serijal videoigara |
| ----------------------- | --- |
|                         | |
| FIFA Football           | FIFA International Soccer • 95 • 96 • 97 • 98 • 99 • 2000 • 2001 • 2002 • 2003 • 2004 • 2005 • 06 • 07 • 08 • 09 • 10 • 11 • 12 • 13 • 14 • 15 • 16 |
|                         | |
| FIFA World Cup          | World Cup 98 • 2002 FIFA World Cup • 2006 FIFA World Cup • 2010 FIFA World Cup • 2014 FIFA World Cup                                                |
|                         | |
| UEFA Euro               | UEFA Euro 2000 • UEFA Euro 2004 • UEFA Euro 2008 • UEFA Euro 2012                                                                                   |
|                         | |
| FIFA Street             | FIFA Street • FIFA Street 2 • FIFA Street 3 • FIFA Street (2012)                                                                                    |
|                         | |
| Champions League        | UEFA Champions League 2004-2005 • UEFA Champions League 2006-2007                                                                                   |
|                         | |
| Manager serijali        | FIFA Soccer Manager • The F.A. Premier League Football Manager • Total Club Manager • FIFA Manager                                                  |